# Rhiannon

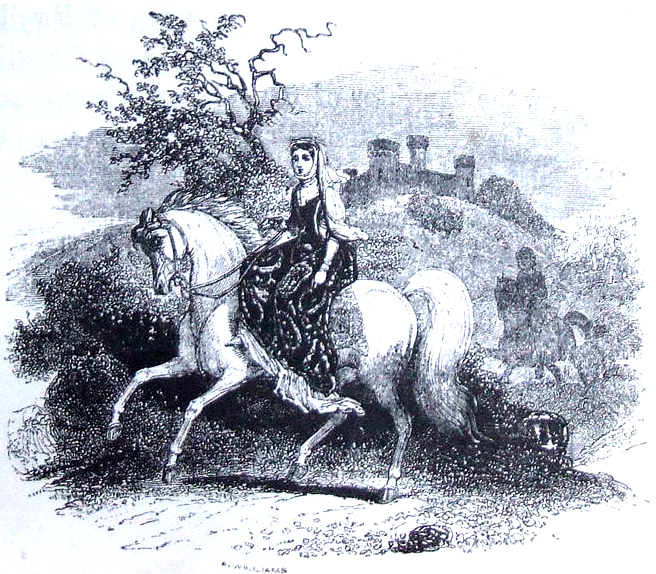

Rhiannon (av kelt. Rigantona, ”stor drottning”), var en central kvinnlig gestalt i den brittiska keltiska mytologin. I Pwyll prins av Dyfed så omnämns hon som Rhiannon dotter till Hefeydd den gamle.

## Ursprung
Förmodligen var Rhiannon ursprungligen en keltisk gudinna. Detta antar man eftersom många av hennes attribut sammanfaller med den kontinentala hästgudinnan Epona.

## Mytologisk gestalt
Pwyll prins av Dyfed, Mabinogions första gren, är en av två walesiska sagor där Rhiannon själv har en framträdande roll. Pwyll ser henne först från en kulle och han skickar män efter henne både till fots och till häst, men fast att hon ser ut att rida i lugn takt så kan ingen komma ifatt henne förrän Pwyll ber henne stanna. Då gör hon snällt det och berättar för Pwyll att hon älskar honom, men att hennes far redan har lovat bort henne till en annan man. Pwyll beslutar sig genast för att gifta sig med Rhiannon, lyckas övertala hennes far, men luras sedan av den försmådde friaren. Rhiannon berättar för Pwyll hur han ska lösa problemet och de kan till slut gifta sig.
Problemen slutar inte där för Rhiannon och Pwyll eftersom det tar ett tag innan Rhiannon blir gravid och Dyfeds ädlingar försöker förmå Pwyll att förskjuta henne. Rhiannons och Pwylls son, Pryderi, blir dock bortförd strax efter födseln av Teyrnon(som betyder stor herre). Pryderi räddas dock från en varelse med en stor klo (det enda Terynon ser är den stora klon) som försöker ta ett föl från Terynon. Terynon och hans fru inser efter ett tag att Pryderi är Rhiannons och Pwylls son, och återlämnar honom till Rhiannons stora lättnad. Hon har under tiden anklagats för att ha dödat Pryderi och tvingas som straff att bära alla som vill komma in till Pwylls hov på sin rygg, ännu en hästreferens.
Den andra sagan är Mabinogions tredje gren, Manawydan son till Llyr. I denna gren har Pwyll dött och Pryderi gifter bort sin mor med Manawydan. Äktenskapet började dock inte bra, utan Rhiannon och Pryderi förs bort och hela Dyfed ödeläggs. Manawyddan lyckas bryta förtrollningen och Rhiannon återvänder till sin nye make.

## Fåglar
Förutom sin koppling till hästar har Rhiannon även en koppling till fåglar. Både i Branwen dotter till Llyr och Rhonabwys dröm (och antagligen på ett par fler ställen också) så förekommer Rhiannons fåglar.

## Inom kulturen
Rhiannon är också en sång med den brittisk-amerikanska popgruppen Fleetwood Mac. Den kom på LP:n Fleetwood Mac 1975 och gavs 1976 ut på singel. Låten skrevs av Stevie Nicks precis när hon blivit medlem i gruppen. 